# Pneumocystis
Pneumocystis je rod jednobuněčných parazitických hub. Až výzkumy DNA potvrdily, že se jedná o vřeckovýtrusnou houbu, a to ve vlastním řádu Pneumocystidales. Několik známých druhů napadá různé druhy savců a způsobuje u nich pneumocystózu. U lidí je infekce vzácná, ale u jedinců se sníženou imunitou (AIDS, nádorová či transplantační léčba) je riziko vyšší. Houba napadá plicní sklípky.
K zástupcům tohoto rodu patří zejména druh napadající člověka – Pneumocystis jirovecii – pojmenovaný podle Otty Jírovce, u potkanů a krys to je P. carinii, u rejsků P. soricina a u koní P. equina.